# Сат (эфиопская буква)
Сат (амх. ሳት) — са, 7-я буква эфиопского алфавита геэз, обозначает глухой альвеолярный спирант. В амхарском буквы сат и саут (ሠ) передают один и тот же звук.
- ሰ — сат геэз сэ
- ሱ — сат каэб су
- ሲ  — сат салис си
- ሳ — сат рабы са
- ሴ  — сат хамыс се
- ስ  — сат садыс сы (с)
- ሶ  — сат сабы со